# Elrigh Louw
Pour les articles homonymes, voir Louw.

a Compétitions nationales et continentales officielles uniquement.

b Matchs officiels uniquement.
Dernière mise à jour le 1 septembre 2024.
Elrigh Louw, né le 20 septembre 1999 à Pretoria (Afrique du Sud), est un joueur international sud-africain de rugby à XV évoluant au poste de troisième ligne. Il évolue avec la franchise des Bulls en United Rugby Championship, et la province des Blue Bulls en Currie Cup.

## Carrière

### En club
Elrigh Louw est né à Pretoria mais grandit dans le Gauteng, et il scolarisé à la Hoërskool Transvalia de Vanderbijlpark. Il représente à cette période la province locale des Falcons, et dispute avec cette équipe la Craven Week dans la catégorie des moins de 18 ans en 2017,.
Après avoir terminé sa scolarité, il est recruté par la province des Free State Cheetahs, basée à Bloemfontein. Avec sa nouvelle équipe, il joue avec les équipes des moins de 19 et 21 ans, dans le championnat provincial espoir,.
En août 2019, il est libéré de son contrat avec les Cheetahs pour rejoindre les Southern Kings, évoluant en Pro14,. Il dispute son premier match au niveau professionnel avec cette équipe, le 28 septembre 2019 contre les Cardiff Blues. Louw s'impose rapidement au poste de troisième ligne centre, et il est considéré comme l'un des joueurs les plus performant de son équipe, et un gros potentiel à son poste au niveau national,. Il joue douze rencontres avec cette équipe, mais il est contraint de quitter la franchise à la fin de sa première saison, à cause de son dépôt de bilan.
Il s'engage peu après avec la franchise des Bulls, ainsi que province des Blue Bulls, pour un contrat de deux ans,. Il joue dans un premier temps avec les Bulls, lors du Super Rugby Unlocked (en) à l'automne 2020. Par ses solides performances, il confirme alors son potentiel entrevu aux Kings,. Il est alors principalement utilisé au poste de troisième ligne aile à son arrivée aux Bulls, en raison de la présence de l'expérimenté Springbok Duane Vermeulen en n°8. Plus tard lors de la saison, il remporte la Currie Cup avec les Blue Bulls, puis dispute la Pro14 Rainbow Cup avec les Bulls. Il manque toutefois les phases finales de la Rainbow Cup en raison d'une blessure au genou.
Il retourne à la compétition lors de la Currie Cup 2021, et profite de la blessure, puis du départ de Vermeulen pour s'imposer comme le troisième ligne centre titulaire. Il est maillon essentiel du bon parcours de son équipe, qui remporte à nouveau la compétition,. Louw est ensuite élu meilleur joueur de Currie Cup pour la saison 2021.
En 2021-2022, il dispute avec les Bulls leur première saison de United Rugby Championship, et termine la compétition à une place de finaliste,. En avril 2022, il prolonge son contrat avec les Bulls pour une durée exceptionnelle de cinq ans, portant son engagement jusqu'en 2027.

### En équipe nationale
Elrigh Louw joue avec l'équipe d'Afrique du Sud des moins de 20 ans dans le cadre du championnat du monde junior 2019. Il dispute quatre matchs lors de la compétition, évoluant alors au poste de deuxième ligne, et voit son équipe terminer à la troisième place,.
En juin 2022, il est sélectionné pour la première fois avec les Springboks par le sélectionneur Jacques Nienaber pour préparer la série de test-matchs face au pays de Galles. Il connaît sa première sélection lors du premier match de la série, le 2 juillet 2022 à Pretoria,.

## Palmarès

### En club
- Vainqueur du Super Rugby Unlocked (en) en 2020 avec les Bulls.
- Vainqueur de la Currie Cup en 2020-2021 et 2021 avec les Blue Bulls.
- Finaliste de l'United Rugby Championship en 2022 et 2024 avec les Bulls.

### En sélection nationale
- Vainqueur du Rugby Championship en 2024

### Distinctions personnelles
- Membre de l'équipe type du United Rugby Championship en 2024.